# Nenè
Pour plus de détails, voir Fiche technique et Distribution.
Nenè est un film italien réalisé par Salvatore Samperi, sorti en 1977. C'est une adaptation du roman éponyme de Cesare Lanza (it) .

## Synopsis
Ju est un jeune garçon qui grandit dans une Italie d'après-guerre, confrontée aux difficultés de la reconstruction et aux tensions politiques qui précèdent les élections de 1948. Il voit aussi sa mère subir les brutalités de son père. L'arrivée de sa cousine Nenè, âgée de quinze ans, lui donne l'occasion d'entrouvrir une porte vers l'adolescence.

## Fiche technique
- Titre : Nenè
- Réalisation : Salvatore Samperi
- Scénario : Salvatore Samperi, Alessandro Parenzo d'après le roman de Cesare Lanza (it)
- Photographie : Pasqualino De Santis
- Montage : Sergio Montanari
- Musique : Francesco Guccini
- Producteur : Giovanni Bertolucci
- Production : San Francisco Film
- Pays :  Italie
- Durée : 108 minutes
- Genre : drame
- Dates de sortie :
  -  France : 29 mars 1978

## Distribution
- Leonora Fani : Nenè
- Sven Valsecchi : Ju
- Tino Schirinzi (it) : le père de Ju
- Paola Senatore : la mère de Ju
- Vittoria Valsecchi : Pa, la sœur de Ju
- Rita Savagnone : la maîtresse d'école
- Alberto Cancemi : Rodi, le petit ami de Nenè
- Ugo Tognazzi : Baffo, le barbier